# La Salle Alaior
La Salle Alaior és un centre educatiu, concertat i cristià, a l'avinguda Verge del Toro de la ciutat d'Alaior (Illa de Menorca). El col·legi ofereix des d'educació infantil fins a l'educació secundària.

## Història[calcitació]
Va ser fundat l'any 1908 quan els Germans de les Escoles Cristianes de La Salle de Maó van arribar a la ciutat d'Alaior el 1905, el col·legi va ser fundat pel germà Theodard Nizier. Durant la Guerra Civil Espanyola el col·legi va romandre tancat tres anys. Als anys posteriors a la Guerra Civil, enfront del creixement de l'alumnat, el col·legi es traslladà a un edifici amb una major capacitat.
El 1958 es va construir un altre edifici, situat al costat de Sa Palmereta,, a una plaça situada al centre d'aquest poble i el 1980 s'inaugurà l'edifici del col·legi actual, que està als afores d'Alaior. Seguidament es va formar el patronat de la Salle per acollir els antics alumnes del col·legi. Avui en dia ja no fan classes al costat de Sa Palmereta anomenada La Salle Petita,i solament s'usa per al teatre que hi ha a baix de l'escola.